# Økssundet
Le Økssundet est un détroit situé entre les municipalités de Hamarøy et Steigen dans le comté de Nordland. Il est l’une des trois connexions entre le Vestfjorden, situé au nord-nord-ouest, et le bras du fjord Sagfjorden situé au sud-sud-est.
Le détroit mesure un peu moins de 10 kilomètres de long. Il s’étend entre la péninsule de Hamarøya à l’est et Lundøya à l’ouest. Il a une largeur comprise entre environ 2,1 km à l’extrémité nord et environ 4,9 km à l’extrémité sud. La profondeur au milieu du détroit est généralement supérieure à 600 mètres.
Sur le côté est du détroit se trouvent Jensvika, Utåkervika, Horsvågen, Jektvika et Rørvika. Plus au sud-est, dans la transition entre le Økssundet et le Sagfjorden, se trouvent Steinslandsosen et Sørlandsosen. Sur le côté ouest se trouvent Storhaughola, Anevika, Store et Litl Barnbogen et un détroit étroit entre Lundøya et Oksøya.
La liaison en ferry entre Svolvær et Skutvik et le Nordlandsekspressen entre Bodø et Svolvær passe par le Økssundet. Le seul village le long du Økssundet est Skutvik.